# Луман, Кевин
Кевин Луман (англ. Kevin Luhman; род. XX век) — профессор астрономии и астрофизики из Университета штата Пенсильвания, который известен тем, что открыл третью ближайшую к Солнцу звездную систему Luhman 16 и четвертую ближайшую к Солнцу звездную систему WISE 0855−0714.
Обе системы на самом деле состоят из субзвездных объектов (объектов менее массивных, чем звезды), попадающих в категорию коричневых карликов (Luhman 16) или даже менее массивных объектов (WISE 0855−0714), которые официально называются субкоричневыми карликами, также они иногда называются как «свободно плавающие планеты» или «объекты планетарной массы».
WISE 0855−0714 (открытие, которого состоялось в 2014 году) также является самым холодным массивным объектом за пределами Солнечной системы, который был обнаружен.
Luhman 16 теперь носит имя открывателя в соответствии с обычной практикой для очень близких звезд, которые были открыты в наше время.
Эти открытия были сделаны благодаря тщательному анализу данных среднего инфракрасного диапазона со спутника WISE, миссии НАСА, собранные данные были нанесены на карту всего небо и было обнаружено несколько сотен миллионов звезд. С января 2010 года по январь 2011 года спутник дважды нанёс на карту все небо, предоставив 2 набора изображений и координат для каждой звезды. Движения ближайших звезд за 6-месячный интервал между двумя наборами наблюдений были измеримы, что позволило ему обнаружить эти новые объекты.
Луман окончил Техасский университет со степенью бакалавра в области астрономии и степени бакалавра в области физики в 1993 году. Он получил докторскую степень в астрономии из Университета Аризоны в 1998 году.